# Mesoplodon ginkgodens
El zifio  de Ginkgo o zifio japonés (Mesoplodon ginkgodens) es una especie de cetáceo odontoceto de la familia Ziphidae distribuido esencialmente en aguas tropicales y templadas en la India y el Océano Pacífico.

## Descripción
Más robusto que la mayoría de Mesoplodon, similar al zifio de Andrew.
La coloración general es gris oscuro en los machos con manchas más claras en la primera mitad del hocico y alrededor de la cabeza,  también tienen pequeñas manchas blancas en la parte inferior de la cola, pero la ubicación puede ser variable. Las hembras de color gris. Tanto machos como hembras llegan a medir alrededor de 5 metros.

## Población y distribución
Se han registrado en esta especie al menos de 20 varamientos en las costas de Japón, California, las Islas Galápagos, Nueva Gales del Sur, Nueva Zelanda, Sri Lanka, Maldivas, y el Estrecho de Malaca. 